# الصخيرات
الصخيرات هي مدينة مغربية شاطئية تطل على الساحل الأطلسي بجهة الرباط سلا القنيطرة، تقع الصخيرات بين العاصمة الإدارية الرباط والعاصمة الاقتصادية الدار البيضاء، وتأوي 59.775 ساكنا (إحصاء 2014).

## التاريخ

### القرن الـ 20
كانت مدينة الصخيرات إحدى المدن المفضلة لدى الملك الراحل الحسن الثاني حيث يوجد القصر الملكي الصيفي؛ إلا أن المدينة ذاع صيتها محليا وعالميا بعد محاولة انقلاب الصخيرات التي قام بها فياديون في إحدى فيالق الجيش خلال الاحتفال بعيد ميلاده الثاني والأربعين في يوليو 1971 حيث اقتحم حوالي 250 جنديًا من مدرسة أهرمومو القصر مطلقين النار على أغلب الضيوف بحثا عن الملك إلا أن الانقلاب باث بالفشل وتم إعدامهم علناً رميا بالرصاص.

### القرن 21
خلال عهد محمد السادس جرى الاهتمام بعض الشيئ بالمديتة فتم بناء "مركز محمد السادس الدولي للمؤتمرات" في أوائل عام 2000 من قبل فنادق بريتانيا، لتلبية الطلب على البنية التحتية المخصصة لـ "تنظيم المؤتمرات الدولية" في المدن المغربية الرئيسية.
في ديسمبر 2015، اكتسبت المدينة شهرةٌ دولية مرة أخرى؛ حيث أصبحت الدولة المضيفة لاتفاقية الصخيرات الذي توسط فيه المغرب بين الفصائل الليبية الرئيسية والأمم المتحدة.

## أماكن ذات أهمية
يُعد الشاطئ الرئيسي، بجوار القصر الصيفي لملك المغرب، مكانًا معروفًا للمصطافين ولقضاء عطلة نهاية الأسبوع؛ للزوار من الرباط العاصمة. لقد أصبح نقطة تجمع رئيسية لراكبي الأمواج من المنطقة بأكملها.
تقدم جمعيتان( جمعية دي سيرف صخيرات بلاج, وجمعية دي جوني سيرفير دي صخيرات) دورات ركوب الأمواج لجميع المستويات. تقع مباشرة بجوار "منتجع وسبا لامفيتريت بالاس".يوفر هذا الفندق الفاخر شاطئًا خاصًا يحظى بتقدير المصطافين وكذلك المسافرين من رجال الأعمال الدوليين ، نظرًا لقربه من مركز محمد السادس الدولي للمؤتمرات.

## أعلام
- سي محمد الفقيه
- محمد المذبوح